# ラプチュアー
「ラプチュアー」 (Rapture) は、アメリカ合衆国のポップ・ロック・バンドであるブロンディの楽曲で、彼らの5枚目のスタジオ・アルバム『オートアメリカン』（1980年）に収録され、後にシングル化された（1981年）。この曲は、Billboard Hot 100 チャートで首位に達し、2週間その座に留まった。この曲は、ラップをフィーチャーした楽曲として最初の全米首位曲である。イギリスでは最高5位、オーストラリアでは最高4位まで上昇した。

## 概要
「ラプチュアー」は、ディスコ、ファンク、ヒップホップを組み合せた楽曲であり、ラップによる長く拡張されたコーダ（終結部）が付けられている。「ラプチュアー (Rapture)」という曲名は、この「ラップ (rap)」の部分を示唆する語呂合わせとなっている。ラップをフィーチャーした楽曲として最初に商業的な成功を収めた楽曲ではないが、チャートの首位に立った最初の楽曲である。ヒップホップの先駆者であるファブ・ファイブ・フレディとグランドマスター・フラッシュの名が、歌詞に意図的に盛り込まれていること (namechecking) も特徴となっている。

### ミュージック・ビデオ
この曲のミュージック・ビデオは、アメリカ合衆国では1981年1月31日に、テレビ番組『Solid Gold』で初公開され、MTVで放映された最初のラップ曲のビデオとなった。マンハッタンのイースト・ヴィレッジを舞台に、狂言回しとして白い燕尾服とトップハットという姿の「Man from Mars（火星から来た男）」ないし「voodoo god（ブードゥー神）」と称される男性を演じる、ダンサーのウィリアム・バーンズ (William Barnes) が登場する。バーンズは、このビデオの振付も行なっている。ビデオの大部分は、ワンテイクの長回しで撮影されており、デボラ・ハリーが踊りながら（セットとして組まれた）ストリートを進み、グラフィティ・アーティストたちや、アンクル・サム、アメリカ先住民の脇を通り過ぎて進んでゆく。行き交う人々の中には、ヤギを連れた女性や、バレリーナ姿の少女もいる。また、このビデオには、ファブ・ファイブ・フレディや、映画『ワイルド・スタイル』で主演を務めたグラフィティ・アーティストのリー・キュノネス、ジャン＝ミシェル・バスキアが、カメオ出演している。バスキアは、ビデオの撮影現場にグランドマスター・フラッシュが現れなかったことから、DJ役として急遽出演することになった。ビデオでは、イギリス盤7インチ・シングルのバージョンの音源が用いられている。

## 様々なバージョン
アメリカ合衆国とイギリスで出された7インチと12インチのシングルは、それぞれ内容が異なっている。カバー写真がアルバム『オートアメリカン』とは異なるアメリカ盤7インチ・シングルは、アルバム収録バージョンの音源を用いているが、アメリカ盤12インチ・シングルは、歌詞が追加された40秒長いバージョンが用いられている。イギリスや、他の諸国向けのバージョンでは、プロデューサーのマイク・チャップマンがまったく異なるリミックスを施した。スペシャル・ディスコ・ミックス (Special Disco Mix) と称されるバージョンは、イントロが異なっている上、インストゥルメンタルの間奏部分も長く、新たに録音されたパーカッションのオーバーダブや、歌詞の追加などにより、10分も長くなっている。4分59秒の長さがあるイギリス盤7インチ・シングルは、スペシャル・ディスコ・ミックスを編集して追加された歌詞を除いたものであり、これとはまた別に、少しだけ違いがあり、追加された歌詞を含む5分33秒のバージョンが、ブロンディに採っての最初のベスト・アルバムとなった1981年のコンピレーション・アルバム『軌跡!ザ・ベスト・オブ・ブロンディ (The Best of Blondie)』に収録されている。同じく『オートアメリカン』に収録された「リヴ・イット・アップ  (Live It Up) も、より長い時間にリミックスされて、アメリカ合衆国以外向けの12インチ・シングルのB面に収められた。この8分ほどのバージョンは、1994年のイギリスCD盤『オートアメリカン』に収録され、さらに2004年に15枚組セットで出されたブロンディの『Singles Box』にも再度収録された。
ブロンディは2014年に、コンピレーション・アルバム『Greatest Hits Deluxe Redux』のために、この曲の再録音を行なった。このコンピレーションは、『Blondie 4(0) Ever』と題された2枚組セットの一部であり、セットのもう1枚はバンドの10枚目のスタジオ・アルバムにあたる『Ghosts of Download』で、バンド結成40周年の記念盤であった。
「ラプチュアー」のイギリス盤の7インチ・シングルと12インチ・シングルに使用されたデボラ・ハリーの写真は、後に1995年のコンピレーション『Beautiful: The Remix Album』のカバーにも使用された。

### リミックス
1981年に制作された当初のリミックスを別にすると、「ラプチュアー」の最初の公式リミックスは、1988年のコンピレーション・アルバム『Once More into the Bleach』に収録されている。1994年には、改めてリミックスが施され、シングルとして米英両国でリリースされ、『ビルボード』誌の「Hot Dance Club Play」チャートで第8位まで上昇した。このリミックスは、コンピレーション『The Platinum Collection』、『Beautiful: The Remix Album』、『Remixed Remade Remodeled: The Remix Project』に収録された。

### 「Rapture Riders」
2005年、「ラプチュアー」を、ドアーズの1971年のシングル「嵐をこえて (Riders on the Storm)」とマッシュアップした「Rapture Riders」が、ゴー・ホーム・プロダクションズによって制作された。当初は非公式だったこのマッシュアップ・リミックスは、双方のバンドから同意を得て、「Blondie vs. The Doors」というクレジットの下にシングルがリリースされた。このバージョンも、ブロンディの2005年のコンピレーション『Greatest Hits: Sight + Sound』に収録されている。「Rapture Riders」は、『ビルボード』誌の「Hot Dance Club Play」チャートでトップ10に入り、オーストラリアやヨーロッパでもトップ40入りするヒットとなった。

### カバー
グランドマスター・フラッシュは、自身のシングル「The Adventures of Grandmaster Flash on the Wheels of Steel」に、「ラプチュアー」をスクラッチ・ミックスして盛り込んでおり、この曲を2002年の DJ mix アルバム『Essential Mix: Classic Edition』にも収録しているが、ラップの部分は全面的に削除されている。1997年、女性ラッパーのフォクシー・ブラウンが、ジェイ・Zをフィーチャーしたヒット曲「I'll Be」のリミックスのベースにこの曲を使った。ウォンGは、ヒット・シングル「Caught Up in the Rapture」でこの曲をサンプリングしており、ラッパーであるKRS・ワンも1997年のシングル「Step into a World (Rapture's Delight)」の中に、この曲を差し挟んでいる（インターポレーション）。2000年には、グランマ・キッドがこの曲をサンプリングして、「Bills 2 Pay」を制作した。同じ年には、デスティニーズ・チャイルドもシングル「Independent Women」でこの曲をサンプリングした。ジャングル・ブラザーズもアルバム『Done by the Forces of Nature』に収録した「In Days 2 Come」で、この曲をサンプリングしている。「ラプチュアー」の要素の一部は、ジョー・ペシの楽曲「Wise Guy」に組み込まれており、そこではペシが、映画『いとこのビニー』の登場人物ヴィンセント・ラガーディア・ガンビーニ (Vincent LaGuardia Gambini) としてラップを披露している。
イングランドのシンセポップ・デュオであるイレイジャーは、1997年のイギリス盤シングル「In My Arms」のB面曲としてヴィンス・クラークのラップをフィーチャーして「ラプチュアー」をカバーし、アルバム『Cowboy』のアメリカ盤ボーナス・トラックにもこれを収録した。この曲は、2005年のツアー「The Erasure Show」でも、セットリストに組み込まれた。
2004年、VH1による毎年恒例の女性歌手によるライブ・コンサートで、デボラ・ハリーは、女性ラッパーのイヴとともにこの曲を演奏し、イヴは自身の独自の歌詞でラップを行なった。
2003年のブリット・アワードの際には、ジャスティン・ティンバーレイクが、自身のヒット曲「クライ・ミー・ア・リヴァー」や「ライク・アイ・ラヴ・ユー (Like I Love You)」を含むメドレーの最後に、この曲の一部を歌い、カイリー・ミノーグがラップをした。
チリのミュージシャンであるニコールも、2006年にこの曲をカバーし、アルバム『APT』に収録した。ダブ・ピストルズも、テリー・ホールをボーカルに、この曲を2007年にカバーしており、アルバム『Speakers and Tweeters』に収録している。
2009年、この曲と、ビースティ・ボーイズの「Intergalactic」とをリミックスした「Versus」ミックス・トラックが、ビデオ・ゲーム『DJ Hero』に収録された。
アリシア・キーズは、この曲のカバーを、映画『セックス・アンド・ザ・シティ2』のサウンドトラックに収め、同名のアルバムは2013年7月8日にリリースされた。
ユーロビート/イタロ・ディスコのアーティスト、ソフィー (Sophie (Elena Ferretti)) は、1989年にこの曲をイタロ・ディスコ調でカバーし、アルバム『My World』に収録した。後にこの曲は、日本では1990年に、他地域では1994年にリリースされた『SUPER EUROBEAT  Volume 1』に収録された。